# Термоклин
Термоклин (грч. therme - топло и грч. klino - нагињем се, спуштам се) је слој у океану који има значајни негативни градијент температуре у вертикалном правцу. Израженији је него у слојевима који леже испод и изнад њега. Постоје два типа термоклина које треба разликовати:
- сезонски - смештен је на дубинама до 200 метара, а јавља се и нестаје током сезонским промена температуре и
- главни - присутан је током целе године и обухвата слој моћности од 1-2 километра.